# Salvador Pérez
Salvatore Pérez Diaz (ur. 10 maja 1990) – wenezuelski baseballista występujący na pozycji łapacza w Kansas City Royals.

## Przebieg kariery
Diaz podpisał kontrakt w 2006 roku jako wolny agent z Kansas City Royals i początkowo występował w klubach farmerskich tego zespołu, między innymi w Omaha Storm Chasers, reprezentującym poziom Triple-A. W Major League Baseball zadebiutował 10 sierpnia 2011 w meczu przeciwko Tampa Bay Rays, w którym zaliczył uderzenie i zdobył runa.
W lutym 2012 podpisał nowy, pięcioletni kontrakt wart 7 milionów dolarów. W marcu 2013 wystąpił wraz z reprezentacją Wenezueli na turnieju World Baseball Classic. W 2013 po raz pierwszy w karierze wystąpił w Meczu Gwiazd, w którym zaliczył uderzenie i zdobył runa, a także po raz pierwszy otrzymał Złotą Rękawicę.
W 2015 został wybrany najbardziej wartościowym zawodnikiem World Series. W 2016 został po raz pierwszy w swojej karierze wyróżniony spośród łapaczy, otrzymując Silver Slugger Award.

## Nagrody i wyróżnienia
| Nagroda/wyróżnienie      | Lata                               | Źródło       |
| 6× All-Star              | 2013, 2014, 2015, 2016, 2017, 2018 | [ 1 ] [ 6 ]  |
| 5× Gold Glove Award      | 2013, 2014, 2015, 2016, 2018       | [ 1 ] [ 8 ]  |
| 2× Silver Slugger Award  | 2016, 2018                         | [ 1 ] [ 10 ] |
| Zwycięzca w World Series | 2015                               | [ 1 ]        |
| World Series MVP         | 2015                               | [ 9 ]        |